# Jenaplanschule Rostock
Die Jenaplanschule Rostock ist eine integrierte Gesamtschule mit Grundschule und einer gymnasialen Oberstufe in Rostock. Ihr Schulkonzept basiert auf dem „Jenaplan“ Peter Petersens. Sie ist damit eine der wenigen staatlichen Schulen mit einem reformpädagogischen Schulprogramm. 2015 wurde die Jenaplanschule Rostock als Preisträgerin des Deutschen Schulpreises der Robert Bosch Stiftung ausgezeichnet.

## Geschichte

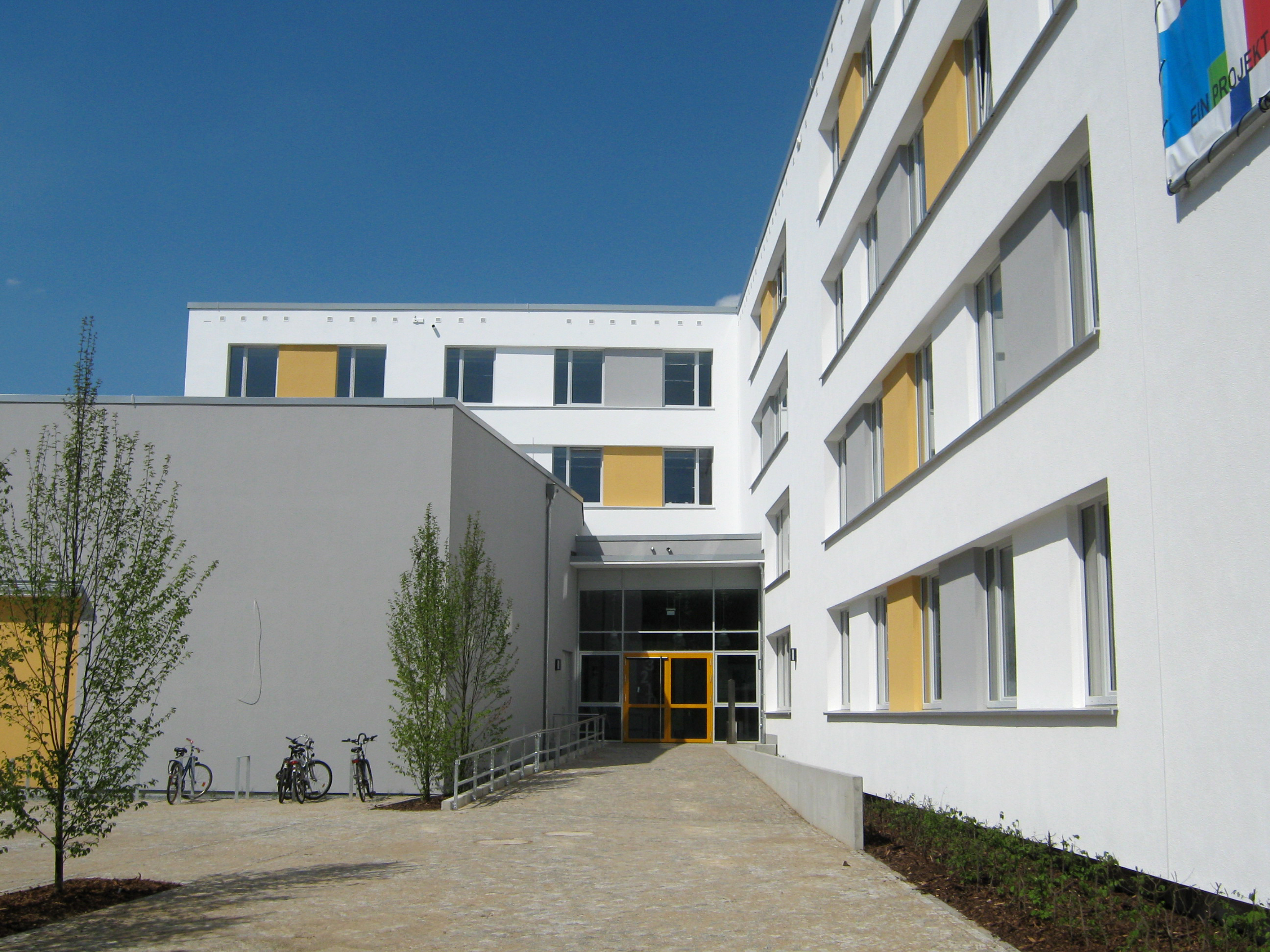
Gebäude der Frieda 23 nach der Renovierung, erster Standort der Jenaplanschule (1996–2004)

Die Jenaplanschule wurde als Nebenstelle der Grundschule am Margaretenplatz gegründet. Mit Beginn des Schuljahres 1996/97 wurden erstmals 27 Schüler der 1. und 2. Jahrgangsstufe nach den Grundprinzipien des Jenaplans von Peter Petersen unterrichtet. Die Unterrichtsräume befanden sich in dem Gebäude der heutigen Frieda 23 in der Kröpeliner-Tor-Vorstadt.

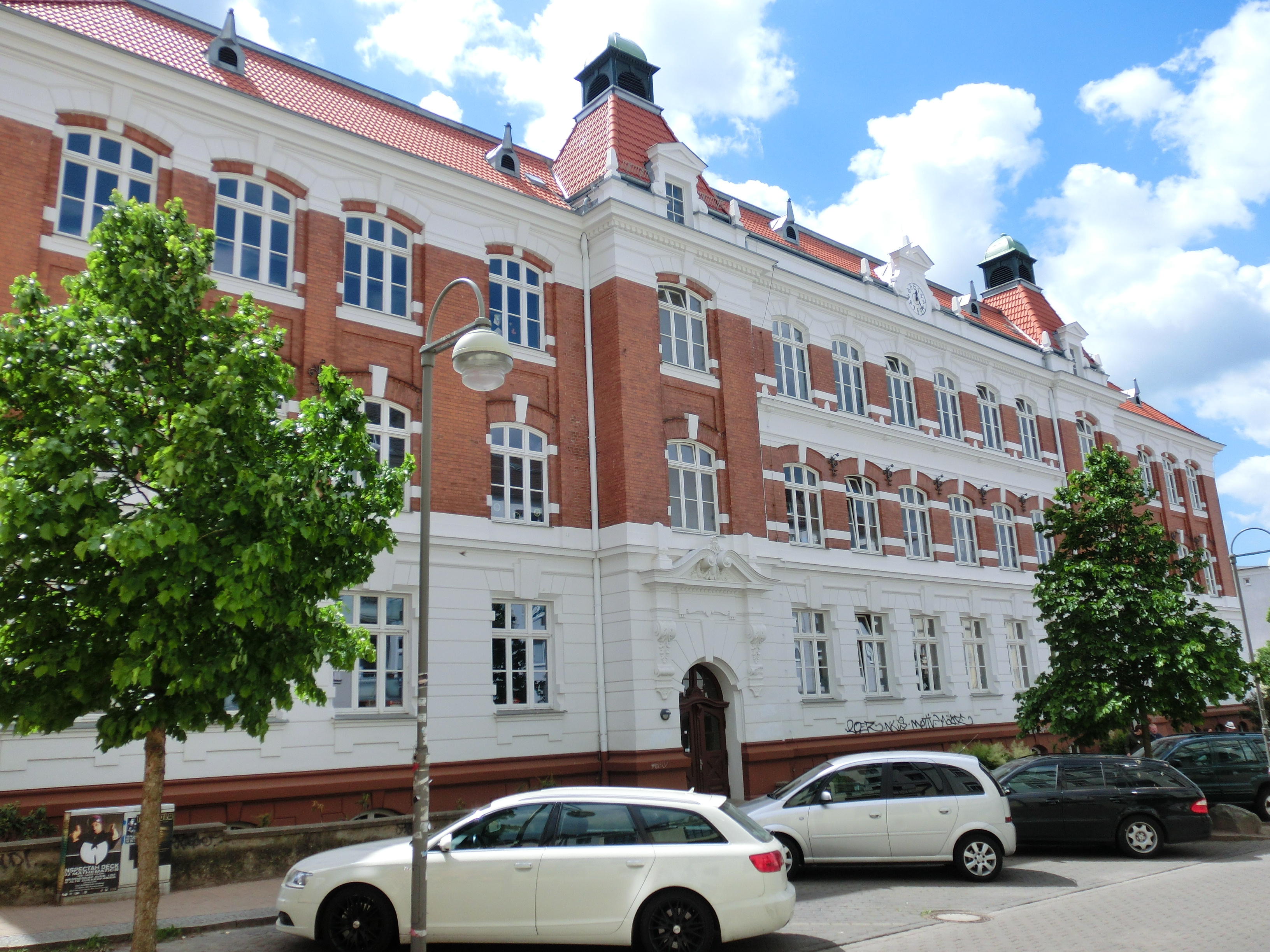
Gebäude der Margaretensschule (2011), Standort der Jenaplanschule von 2004–2007

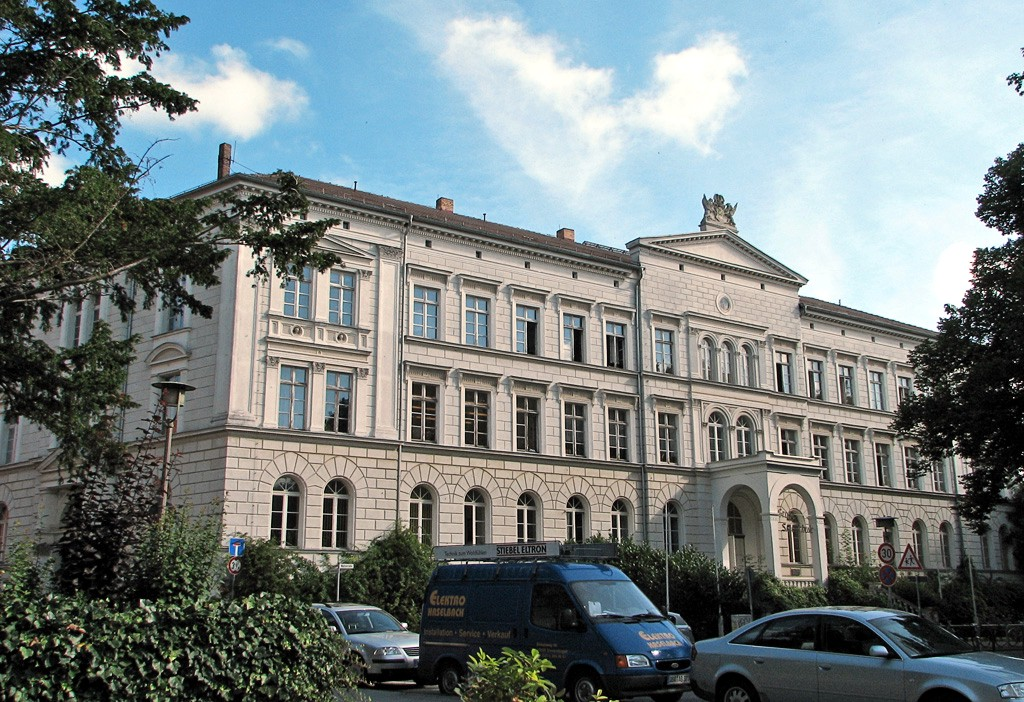
Gebäude der Großen Stadtschule Rostock (2005), Standort der Jenaplanschule von 2007–2009

Im Jahr 2000 wurde sie unter dem Namen Jenaplanschule Peter Petersen Rostock eine eigenständige Grundschule. 2004 erfolgte der Umzug in das Gebäude der Margaretenschule am Barnstorfer Weg, ebenfalls in der Kröpeliner-Tor-Vorstadt. Zugleich wurde in Ausgestaltung des Programms „länger gemeinsam Lernen“ erstmals bis zur Jahrgangsstufen sechs unterrichtet. Nachdem die Jenaplanschule stetig gewachsen war, zog sie im April 2007 wiederum in das Gebäude der Großen Stadtschule in der Wallstraße in der Rostocker Stadtmitte um. Seit 2008/2009 ist die Jenaplanschule eine Integrierte Gesamtschule mit Grundschulteil, zunächst jedoch ohne Sekundarstufe II. Es wurden bis 2015/2016 sechs Untergruppen (jahrgangsübergreifende Stammgruppen der Jahrgangsstufen 1–3), fünf Mittelgruppen (Jahrgangsstufen 4–6) und zwei Obergruppen (Jahrgangsstufen 7–8) unterrichtet.
Danach kam Stufenweise jedes Jahr eine neue Gruppe hinzu. So gab es im Schuljahr 2019/20 am Standort Lindenstraße sechs Untergruppen, sechs Mittelgruppen und vier Obergruppen. Am Standort Blücherstraße gab es drei Untergruppen, zwei Mittelgruppen, vier Jugendlichengruppen und zwei Sekundarstufe II Gruppen.
Im Juli 2009 zog die Jenaplanschule erstmals in ein eigenes Schulgebäude in der Lindenstraße (Stadtmitte) um, das sie sich nun nicht mehr mit einer anderen Schule teilen musste. 2014 wurde der Schulname in Jenaplanschule Rostock geändert.
2015 wurde die Jenaplanschule Rostock als Preisträgerin des Deutschen Schulpreises der Robert Bosch Stiftung ausgezeichnet. 2016 erhielt sie die Auszeichnung als MINT-Schule Mecklenburg-Vorpommern für „eine Vielzahl überdurchschnittlicher Aktivitäten in den MINT-Fächern Mathematik, Informatik, Naturwissenschaft und Technik innerhalb und außerhalb des Unterrichts“.
Seit dem Schuljahr 2017/18 wurde die Jenaplanschule um eine gymnasiale Oberstufe erweitert. Deshalb wurde es nötig, einen zweiten Standort in der Blücherstraße zu beziehen. Die Jenaplanschule strebte das Abitur nach der 13. Jahrgangsstufe an, um den außerschulischen Unterricht und andere Elemente des Schulkonzepts auch in der Oberstufe im gleichen Umfang anbieten zu können. Das Bildungsministerium legte jedoch fest, dass das Abitur nach der 12. Jahrgangsstufe abgelegt wird. Der erste Abiturjahrgang hat die Jenaplanschule 2019 verlassen.

## Entwicklung der Schülerzahlen und Jahrgangsstufen
| Schuljahr | Schüler | Jahrgangsstufen | Stammgruppen |
| --------- | ------- | --------------- | ------------ |
| 1996/97   | 27      | 1–2             | 1            |
| 1997/98   | 39      | 1–3             |              |
| 1998/99   | 43      | 1–4             |              |
| 1999/00   | 54      | 1–4             | 3            |
| 2001/02   |         | 1–4             | 5            |
| 2004/05   | 99      | 1–6             | 8            |
| 2005/06   | 158     | 1–6             |              |
| 2006/07   | 176     | 1–6             |              |
| 2007/08   | 216     | 1–8             | 13           |
| 2009/10   | 255     | 1–9             |              |
| 2010/11   | 292     | 1–10            |              |
| 2011/12   | 319     | 1–10            |              |
| 2012/13   | 359     | 1–10            |              |
| 2013/14   | 385     | 1–10            |              |
| 2014/15   | 425     | 1–10            | 17           |
| 2015/16   | 463     | 1–10            |              |
| 2016/17   | 528     | 1–10            |              |
| 2017/18   | 768     | 1–11            |              |
| 2018/19   |         | 1–12            |              |

## Schulprofil
Die Inhalte des staatlichen Rahmenplans des Landes Mecklenburg-Vorpommern sind in den schulinternen Lehrplan eingebunden, in der Organisation und den Unterrichtsformen gibt es aber erhebliche Besonderheiten gegenüber üblichen Regelschulen.
Eine ist das jahrgangsübergreifende Lernen. Statt in Jahrgangsklassen lernen die  Schüler der Jahrgangsstufen 1–3 (Untergruppen), 4–6 (Mittelgruppen), 7–8 (Obergruppen) und 9–10 (Jugendlichengruppen) jeweils gemeinsam in sogenannten Stammgruppen. Mit Schuljahresbeginn verbleiben somit 2/3 bzw. ab der Obergruppe die Hälfte der Schüler in der Gruppe. Dadurch kommt dem Konzept des Lernens durch Lehren für die jeweils älteren Schüler einer Stammgruppe eine wichtige Rolle zu. In einigen Fächern, etwa in den Fremdsprachen, wird jedoch altershomogen unterrichtet.
Durch die Verbindung von Grundschule und Gesamtschule bis zur Sekundarstufe II ist der im Regelschulbetrieb in Mecklenburg-Vorpommern übliche zweimalige Schul(arten)wechsel zur Orientierungsstufe nach der vierten Klasse und auf eine weiterführende Schule nach der sechsten Klasse für die Schüler der Jenaplanschule nicht nötig.
In den Untergruppen wird überwiegend im Werkstattunterricht nach Jürgen Reichen gearbeitet. Dies beinhaltet u. a. fächerübergreifende Arbeit an sachkundlichen, mathematischen, musisch-künstlerischen oder sprachlichen Themen. Deutsch wird nach dem Prinzip des Lesens durch Schreiben unterrichtet. Viel Wert wird von der ersten Klasse an auf selbstständiges Lernen mit offenem Unterricht und Freiarbeit sowie die Fähigkeit zur eigenverantwortlichen Planung des Wochenplans gelegt. Weitere wichtige Bausteine der Jenaplan-Pädagogik sind die Partner- und Gruppenarbeit sowie das Gespräch im Morgenkreis. Die Präsentation von Ergebnissen des selbständigen Lernens wird schon in der ersten Klasse regelmäßig geübt.
Üblicherweise werden Tests oder Klassenarbeiten nicht an einem gemeinsamen Termin für alle Schüler durchgeführt, sondern der einzelne Schüler meldet sich zu Lernstandskontrollen bei der Lehrkraft an (vgl. Lerntheke). Das Lerntempo kann dadurch weitgehend individualisiert werden. Abhängig von der Lernentwicklung kann ein Schüler die normalerweise dreijährige Unter- bzw. Mittelgruppe auch in zwei oder vier Jahren, die zweijährige Ober- und Jugendlichengruppe auch in ein oder drei Jahren durchlaufen. Ein Sitzenbleiben gibt es dagegen nicht. Die Jenaplanschule experimentiert in den Untergruppen mit notenlosen Verbalbewertungen.
Eine große Rolle spielen in allen Jahrgangsstufen der Unterricht an außerschulischen Lernorten, Projekt- und Werkstattunterricht sowie fächerverbindender Unterricht. In den Mittelgruppen bilden mehrwöchige fächerübergreifende Projekte im „vernetzten Unterricht“ mit fünf Wochenstunden einen wichtigen Baustein des Unterrichts. Eine weitere Besonderheit ist der „Erfahrungsunterricht“ mit zwei Wochenstunden im Nachmittagsbereich mit außerunterrichtlichen Inhalten, die den Neigungen der Schüler entsprechen.
In den Obergruppen stellt der jeweils ein halbes Jahr laufende Praxisprojekttag eine wichtige Unterrichtseinheit dar, in der meist jede Woche einen ganzen Schultag lang an außerschulischen Lernorten gearbeitet wird.
Eine enge Kooperation besteht mit der beruflichen Schule für Dienstleistung und Gewerbe. Eine weitere Kooperation besteht zwischen der Jenaplanschule und dem Konservatorium Rostock, an dem die Schüler der Unter- und Mittelgruppen während der Unterrichtszeit Geige oder Blockflöte, in der 4. Klasse auch andere Blasinstrument erlernen können. Die sechsten Klassen nehmen jedes Jahr an einem einwöchigen Austausch mit einer dänischen Partnerschule teil.
Hausaufgaben gibt es in der Regel nicht, stattdessen werden Aufgaben des Wochenplans während der Unterrichtszeit sowie bis zur vierten Klasse in der Arbeitszeit am Nachmittag erledigt, die zu den Angeboten des Hortes zählt. Die Kinder legen selbst fest, zu welcher Zeit und wie lange sie in die Arbeitszeit gehen und welche Aufgaben und Werkstätten sie erledigen bzw. beenden möchten.

## Hort und Schulverein
Träger des Hortes ist der Schulverein der Jenaplanschule. Der Hort teilt sich die Räume mit der Schule, arbeitet nach dem Prinzip der offenen Hortarbeit und bietet ein umfangreiches Kursangebot an.

## Auszeichnungen
- 2015 Preisträger des Deutschen Schulpreises der Robert Bosch Stiftung
- 2016 Auszeichnung als MINT-Schule Mecklenburg-Vorpommern[3]

## Schulgebäude

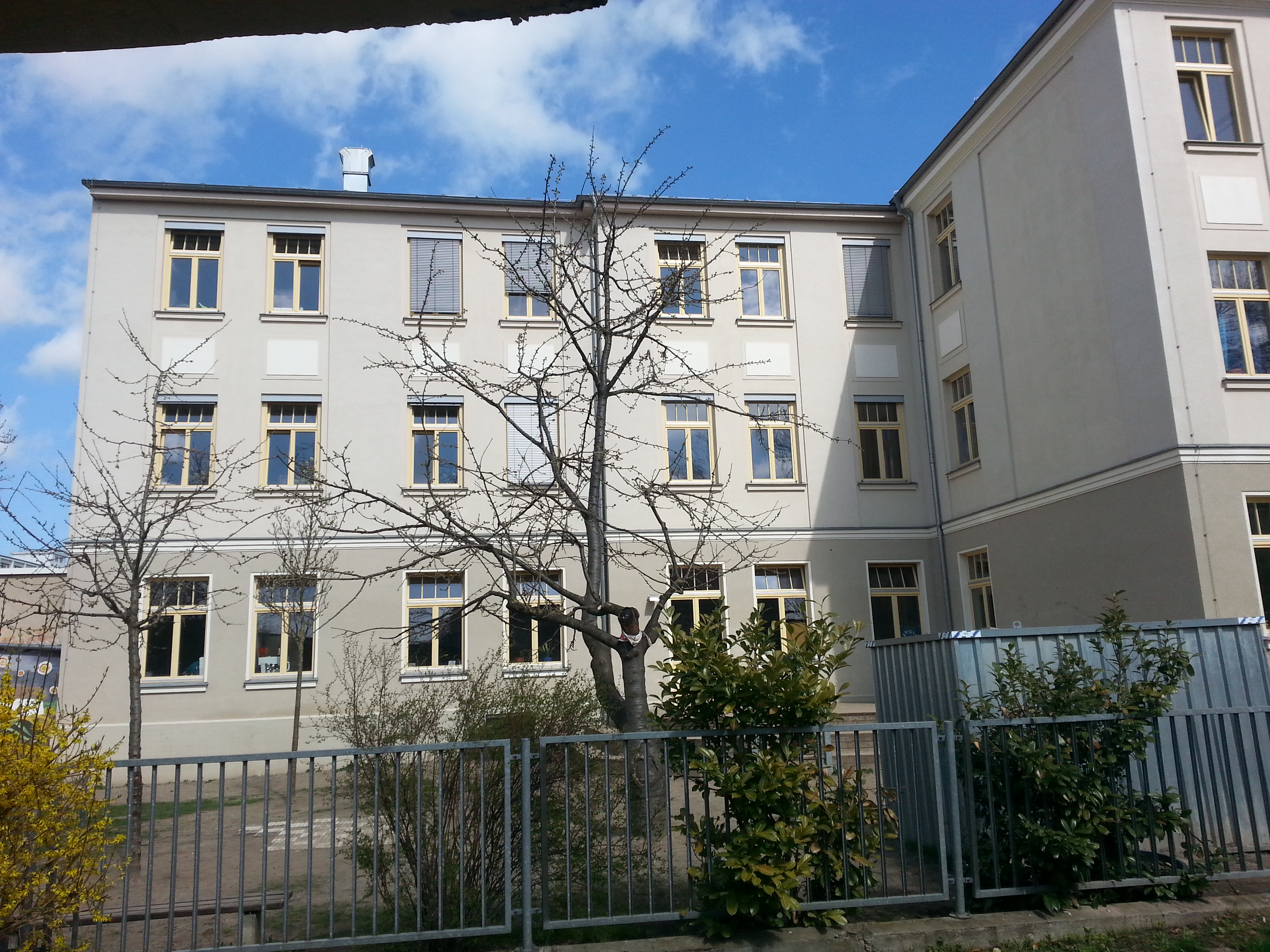
Schulgebäude in der Lindenstraße

Das Gebäude wurde 1912 für das 1876 als naturwissenschaftlicher Oberstufenzweig der Großen Stadtschule gegründete Realgymnasium Rostock fertiggestellt. 1919 erhielt das Realgymnasium den Namen Schule zu den sieben Linden (kurz auch Sieben-Linden-Schule oder Lindenschule). Benachbart war die bereits 1884 erbaute Realschule (auch Blücherschule genannt), deren Bau aber bei Luftangriffen 1942/43 total zerstört worden war. Das damalige Realgymnasium war ebenfalls beschädigt, konnte aber 1944 notdürftig wieder hergerichtet werden. Nach 1945 nutzten zunächst die Arbeiter-und-Bauern-Fakultät, später eine Erweiterte Oberschule (EOS) und nach 1991 Teile der Großen Stadtschule den Bau. Nach Plänen des Architekten André Keipke wurde das Gebäude von 2008 bis 2010 umgebaut.